# Тладианта сомнительная
Тладиа́нта сомни́тельная (лат. Thladiantha dubia), или кра́сный огуре́ц — растение рода Тладианта семейства Тыквенные, произрастающее на российском Дальнем Востоке и Северо-Восточном Китае, где ограниченно культивируется в декоративных целях. Оно также интродуцировано в страны Европы, США и Канаду.

## Биологическое описание

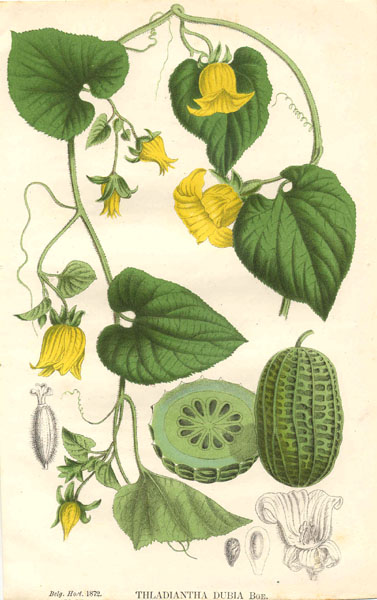
Ботаническая иллюстрация. 1872 г., Журнал «La Belgique horticole» № 22 (plate 6)

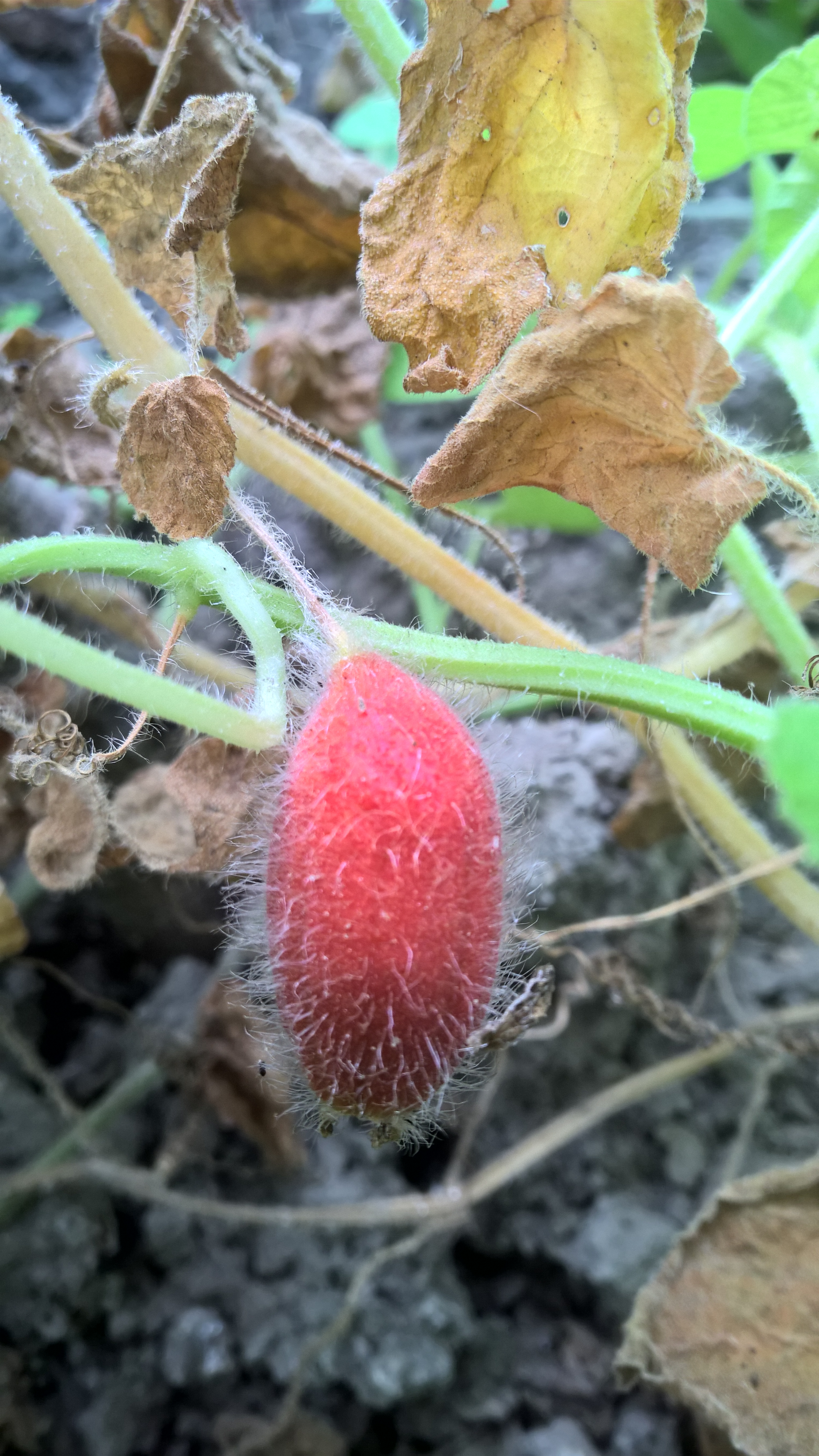
Зрелый плод

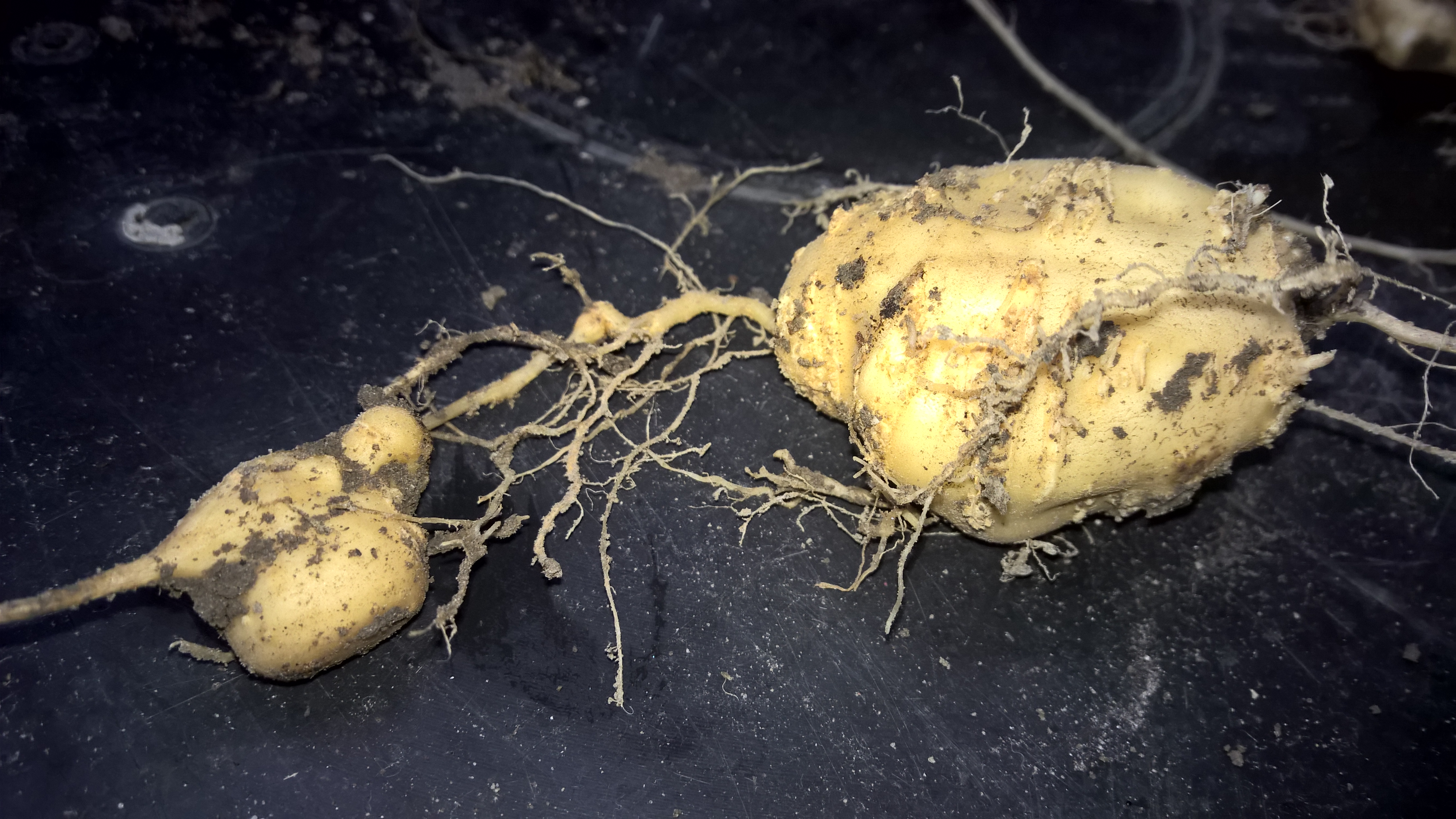
Клубни

Многолетняя травянистая лазящая двудомная лиана длиной до 150 см. Растение густо бархатисто или оттопыренно опушённое. Стебли слабые, лазающее, могут быть ветвящиесями, оттопыренно-волосистые. 
Листья длиной до 10 см ишириной до 9 см, широкояйцевидно-сердцевидные, основании с глубокой выемкой, цельнокрайные или могут быть зубчатые, с внешней стороны войлочные.
Цветки до 1,5(2) см в диаметре, на густо- и длинноволосистых цветоножках, тычиночные цветки в коротких пазушных кистях, пестичные цветки одиночные. Чашелистики около 1,2 см длиной, снизу опушённые. Венчик жёлтый, около 2,5 см длиной, лопасти отогнутые, продолговатые, тычиночные свободные или попарно сросшиеся (стаминодии в пестичных цв.). Завязь шерстисто-волосистая.
Плоды, размером и формой напоминающие мелкие огурцы (3 × 7–8 см), к концу сентября краснеют, становятся мягкими и очень сладкими. В мякоти заключено 40–100 тёмных семян с твёрдой кожурой.
Жизнь тладианты сомнительной тесно связана с её опылителем — крохотной дикой пчёлкой из рода Ктеноплектра (Ctenoplectra). Это насекомое с вечера забирается в раскрывающийся бутон мужского цветка. Переночевав в тепле, пчёлка на следующее утро перелетает к женскому цветку и оставляет принесённую пыльцу на его рыльце. Эта пчёлка никогда не посещает бахчёвые культуры и, наоборот, домашние пчёлы, а также шмели и осы, опыляющие огурцы, дыни и тыквы, не замечают цветков тладианты сомнительной. Видимо, это обстоятельство и привело к тому, что у тладианты сомнительной над семенным размножением преобладает вегетативное.
На каждом низко нависающем над землёй участке надземного побега и на всех подземных побегах формируется цепочка клубней размером 2–8 см, несъедобные. Так как из каждого клубня следующей весной вытягивается новый побег и под землёй снова вырастают соединённые в виде цепочки клубни, то растение в течение нескольких лет занимает довольно большую площадь (до 10—12 квадратных метров), образуя густую и быстро увеличивающуюся в объёме группу.

## Культивирование
Размножается семенами, рассадой и клубнями.